# Antonio Grossich
Antonio Grossich (Draguccio, 7 giugno 1849 – Fiume, 1º ottobre 1926) è stato un medico e politico italiano.
Fu senatore del Regno d'Italia.

## Biografia
Nato nel piccolo paese di Draguccio, una località del comune di Cerreto in Istria, era figlio dell'agiato vinaio e commerciante Giovanni Matteo e di Angela Francovich. Dopo aver frequentato la scuola elementare a Draguccio e a Capodistria, assieme al fratello maggiore Giovanni si trasferì in quest'ultima cittadina, ospite dello zio, il patrizio Angelo Grossich. Nel 1862 morì il padre, di conseguenza Giovanni fu costretto a lasciare gli studi per sovrintendere alle attività della famiglia, mentre Antonio si spostò al Ginnasio di Pisino, per essere più vicino alla madre.
Avviatosi inizialmente agli studi giuridici presso l'Università di Graz per rispettare la volontà paterna, dopo tre semestri passò alla facoltà di medicina presso l'Università di Vienna, ove si laureò nel 1875. Rientrato in patria esercitò a partire dal 1876 la professione di medico a Castua, finché fu richiamato nell'esercito austro-ungarico in occasione della campagna militare di Bosnia ed Erzegovina del 1877-1878. Congedato al termine del servizio, si trasferì nel 1879 a Fiume dove proseguì nella professione medica. Qui conobbe e sposò Edvige Maylender, sorella di Michele Maylender, che gli diede due figli: Beatrice e Ruggero.
Tornato a Vienna per ottenere il diploma di "fisicato" e le specializzazioni in ginecologia e chirurgia, lavorò presso la clinica di chirurgia della stessa facoltà viennese. In questo periodo divenne allievo e collaboratore di Eduard Albert e lavorò con Karel Maydl, chirurghi e professori molto noti ed affermati nell'ambiente austriaco, i quali volevano indirizzarlo alla carriera accademica. Ricevute varie offerte di lavoro nella capitale austriaca, le rifiutò per impiegarsi nel reparto di chirurgia dell'Ospedale Civico di Fiume, divenendone primario nel 1886. Dopo il trasferimento a Fiume iniziò a partecipare attivamente alla vita culturale e politica della città d'adozione. Questo periodo coincise con le prime decise prese di posizione del Grossich sulle colonne dei giornali istriani a difesa dell'identità italiana in Istria, messa in pericolo dalla politica di germanizzazione di Vienna decisa ad aprire scuole tedesche in aperta concorrenza con quelle italiane.
Nel 1897 aderì al Partito autonomista fiumano di M. Maylender, suo cognato, e l'anno seguente fu eletto nel Consiglio comunale di cui divenne uno dei membri più attivi, particolarmente nella difesa dello statuto cittadino.
Il medico istriano fu italiano non solo moralmente, per l’ardente irredentismo che permeò la sua azione politica, ma anche a tutti gli effetti di legge. Proprio la sua cittadinanza italiana gli consentì di ricevere la nomina al Senato del Regno (Italia).
Salì alle cronache e agli onori internazionali nel 1908 quando ideò la tintura di iodio come sterilizzazione rapida per uso esterno, oltre ad essere già stato probabilmente il primo a praticare la sterilizzazione della sala operatoria. La nuova soluzione disinfettante verrà utilizzata una prima volta su larga scala durante la Guerra italo-turca nel 1911-1912.
Per questi suoi meriti, Grossich venne insignito dell'Ordine della Corona d'Italia (l'equivalente monarchico dell'attuale Ordine al Merito della Repubblica Italiana che ne ha assunto le veci).

### Invenzione della Tintura di Iodio
Il Grossich iniziò i suoi esperimenti applicando iodio in soluzione acquosa su lesioni accidentali, come egli stesso ricorda nel "Meine Präparationsmethode des Operationsfeldes mittels Jodtinktur" (Berlino 1911), per poi estenderne l’applicazione alle piccole operazioni chirurgiche, fino a renderla obbligatoria come antisettico cutaneo in tutti gli interventi chirurgici eseguiti nel suo reparto, nel 1907. Sebbene la mortalità causata da infezioni post operatorie fosse calata drasticamente nel suo reparto, la diffusione di questo nuovo metodo tardò ad arrivare. Solo nel 1908, venne riconosciuta la sua efficacia attraverso un suo articolo pubblicato nel "Zentralblatt für Chirurgie". L'anno seguente, nel 1909, il Grossich presentò la sua invenzione nel Congresso medico internazionale di Budapest, in italiano, per legare il merito della scoperta a quella che considerava la sua vera patria: l’Italia. Il primo uso, in larga scala, della tintura di iodio avvenne nella Guerra Italo-Turca (1911-1912) e nella Campagna di Libia (1913-1921), in cui ci fu un netto calo nel numero di morti per infezioni inferte da ferite di guerra. Per il merito dell’invenzione e per il successo della sua applicazione, fu nominato membro dell’Ordine della Corona d’Italia nel 1913 che commentò con queste parole: 
(Antonio Grossich)

### L'attività politica
Fu eletto nel 1914 consigliere comunale e poi vicepresidente del Consiglio comunale di Fiume (Corpus separatum) e per questa sua carica, nella prima fase della prima guerra mondiale, venne dalle autorità confinato per un certo periodo a Vienna in Austria, dove rimase fino all'estate del 1918, come numerosi altri italiani della Venezia Giulia. Il 29 ottobre 1918, in seguito alla disfatta militare e alla conseguente dissoluzione dell'Impero asburgico, si costituì il Comitato nazionale italiano, poi denominato Consiglio nazionale italiano di Fiume, per amministrare l'autonomia cittadina preesistente e gestire l'annessione al Regno d'Italia, di cui Grossich fu eletto presidente. In tale veste egli rivendicò per il capoluogo del Quarnero corpo separato costituente un comune nazionale italiano […] il diritto all'autodeterminazione delle genti e ne proclamò l'annessione all'Italia. Con l'inizio delle trattative, operò attivamente per ottenere che la Conferenza di pace di Parigi si pronunciasse a favore dell'assegnazione di Fiume all'Italia.
Il 12 settembre 1919, quando D'Annunzio, alla testa di un migliaio di volontari, entrò in città ponendo fine all'occupazione interalleata, salutò il comandante-poeta come un liberatore e, a nome del Consiglio, gli conferì i pieni poteri militari e civili, che portarono, l'8 settembre 1920, all'atto di proclamazione della Reggenza italiana del Carnaro. Aveva così inizio uno stretto, ma anche difficile, rapporto tra i due, contrassegnato dai contrasti presto sorti tra D'Annunzio, sempre più insofferente dei limiti posti alla sua azione, e le forze politiche locali, ormai inclini a un compromesso. In seguito all'allontanamento dalla città dei legionari dannunziani, Grossich divenne governatore provvisorio dello Stato libero di Fiume, istituito dal trattato di Rapallo, dal 1º gennaio 1921 fino al 24 aprile 1921, giorno delle elezioni per l'Assemblea Costituente del nuovo Stato da cui uscì vincitore il Partito Autonomista di Riccardo Zanella.
Il 19 aprile 1923 viene nominato da Vittorio Emanuele III senatore del Regno. Dopo il passaggio della sua città alla sovranità italiana, a seguito dell'Accordo di Roma (27 gennaio 1924), fu proprio Grossich a consegnare simbolicamente le chiavi della città di Fiume al Re d'Italia, nel giorno della sua visita, per ufficializzarne l'annessione.
Venne a mancare il 1º ottobre 1926 in Fiume.

### Produzione letteraria
Agli inizi della sua professione medica risale il primo lavoro "Trattatello di igiene" (Fiume, 1882), una denuncia della grave situazione in cui versava la sanità austriaca, bisognosa di una radicale riforma, in un’epoca in cui mancavano gli antibiotici e l’igiene era scarsissima nelle trincee e negli ospedali da campo. 
Nel 1893, fu tra i fondatori del Circolo letterario che si proponeva di diffondere la letteratura italiana tra i giovani. Inoltre lo stesso G. fu autore di un dramma in quattro atti "La donna fatale" (Milano, 1893), cui sarebbe seguito, tre anni dopo, "Viaggio di una principessa in Terra Santa", dedicato a Stefania del Belgio, vedova del principe ereditario Rodolfo d'Asburgo.

## Opere principali

### Articoli scientifici
- Meine Präparationsmethode des Operationsfeldes mittels Jodtinktur (Berlino, 1911)

### Opere divulgative
- Trattatello di igiene (Fiume, 1882)

### Opere letterarie
- La donna fatale (Milano, 1883)
- Viaggio di una principessa in Terra Santa (1894)